# Somberek
Somberek è un comune dell'Ungheria di 1.483 abitanti (dati 2008) situato nella contea di Baranya, regione Transdanubio Meridionale